# Music Music
Music Music – album muzyczny zespołu Hey wydany w 2003 roku nakładem Warner Music. Płyta nagrodzona Fryderykiem za 2003 rok w kategorii rockowy album roku.

## Lista utworów
| Nr  | Tytuł utworu                  | Długość |
| --- | ----------------------------- | ------- |
| 1.  | „Music, Music, Music” (Intro) | 0:44    |
| 2.  | „Manto”                       | 3:22    |
| 3.  | „Muka!”                       | 3:13    |
| 4.  | „Miss Ouri”                   | 3:21    |
| 5.  | „Mru-Mru”                     | 3:33    |
| 6.  | „Mehehe”                      | 3:49    |
| 7.  | „Missy Seepy”                 | 3:44    |
| 8.  | „Morf&Na”                     | 4:26    |
| 9.  | „Moogie”                      | 4:06    |
| 10. | „Mataforgana”                 | 4:31    |
| 11. | „Moll”                        | 3:25    |
| 12. | „Mahjong”                     | 3:01    |
| 13. | „Miglanc”                     | 3:47    |
| 14. | „Misery”                      | 3:46    |
|     |                               | 48:48   |

## Twórcy
- Katarzyna Nosowska – śpiew
- Marcin Żabiełowicz – gitara
- Paweł Krawczyk – gitara, instrumenty klawiszowe, programowanie, śpiew
- Jacek Chrzanowski – bas
- Robert Ligiewicz – perkusja
- Leszek Kamiński – gościnnie instrumenty klawiszowe

## Sprzedaż
| Lista | Kraj   | Pozycja |
| ----- | ------ | ------- |
| OLiS  | Polska | 1       |